# نورا هولستاد برگ
نورا هولستاد برگ (انگلیسی: Nora Holstad Berge؛ زادهٔ ۲۶ مارس ۱۹۸۷) بازیکن فوتبال اهل نروژ است.
از باشگاه‌هایی که در آن بازی کرده‌است می‌توان به باشگاه فوتبال زنان بایرن مونیخ و باشگاه فوتبال لینشوپینگ اشاره کرد.
وی همچنین در تیم‌های ملی فوتبال Norway women's national under-17 football team, Norway women's national under-19 football team, Norway women's national under-21 football team, Norway women's national under-23 football team، و زنان نروژ بازی کرده‌است.